# Matrimonio di Alberto II di Monaco e Charlène Wittstock

Monogramma combinato del principe Alberto II e della principessa Charlène

Il matrimonio del Alberto II di Monaco e di Charlène Wittstock il 1º luglio 2011 in forma civile e il 2 luglio 2011 in forma religiosa nel cortile del Palazzo dei Principi di Monaco nel Comune di Monaco, nel Principato di Monaco. Lo sposo era il principe sovrano di Monaco, la sposa era una nuotatrice olimpica sudafricana.
I commentatori dell'epoca hanno definito il matrimonio del principe come l'evento dell'anno per il piccolo principato di Monaco, fatto che incrementò il turismo nell'area e pose ancora una volta l'attenzione internazionale sullo stato.
La cerimonia civile si tenne nella Sala del Trono, condotta da Philippe Narmino, presidente del Consiglio di Stato, mentre la cerimonia religiosa venne presieduta dall'arcivescovo Bernard Barsi.

## Annuncio del fidanzamento

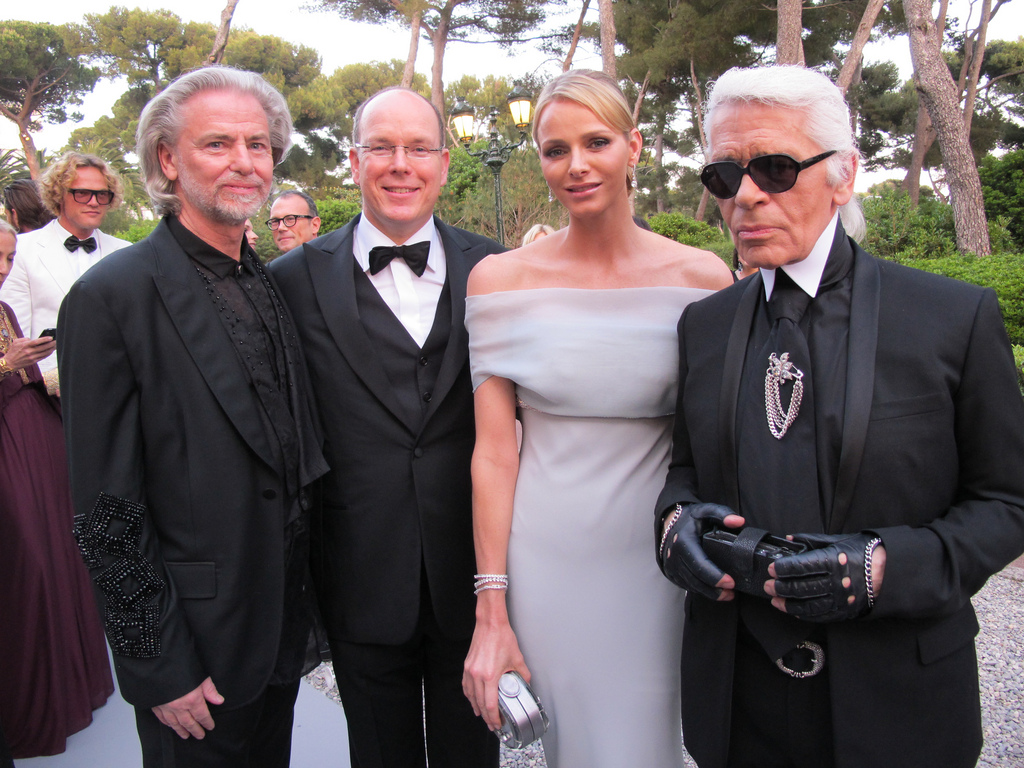
Il principe Alberto e Charlène Wittstock al galà di "Cinema Against AIDS" con Karl Lagerfeld

Il principe Alberto II, all'epoca del suo matrimonio, era già principe di Monaco dal 2005, anno della scomparsa di suo padre Ranieri III. Charlene Wittstock nacque in Rodesia, ma si spostò in Sudafrica con la sua famiglia quando aveva 11 anni. Rappresentò il Sudafrica nel nuoto sportivo, partecipando alle olimpiadi di Sydney del 2000. I due si incontrarono per la prima volta nel 2000 al Marenostrum International Swimming Meet di Monaco, presieduto dall'allora principe ereditario. Si ritirò dal nuoto agonistico nel 2007. Il principe Alberto, anch'egli atleta, ha partecipato a cinque olimpiadi come bobbista. I due fecero la loro prima uscita pubblica alla cerimonia d'apertura delle olimpiadi invernali del 2006. Il governo di Monaco annunciò il loro fidanzamento ufficiale il 23 giugno 2010. L'anello per il fidanzamento è un diamante di tre carati a forma di goccia al centro e circondato di brillanti.
Il matrimonio venne originariamente programmato per l'8 ed il 9 luglio 2011, ma venne anticipato per evitare che l'evento entrasse in conflitto con il meeting della Commissione Olimpica Internazionale a Durban del 5-9 luglio, evento al quale entrambi gli sposi presero parte. La coppia invitò al proprio matrimonio diversi membri della Commissione, tra cui il presidente Jacques Rogge. Una settimana prima del matrimonio, il palazzo negò le voci circolanti secondo le quali la principessa Charlène sarebbe stata titubante al sì definitivo.Il giornale francese L'Express riportò che la Wittstock tentò di lasciare Monaco il 28 giugno, dopo che si era diffuso il pettegolezzo secondo il quale Alberto II si era scoperto padre di un terzo figlio illegittimo, rivelatasi poi infondata. Il palazzo bollò il fatto come pure invidie e pettegolezzi.
In occasione del matrimonio del principe Alberto II con Charlène Wittstock il 1º luglio 2011 venne prevista la realizzazione di un francobollo commemorativo apposito, crato da Georgy Shishkin (vincitore della competizione).

## Il matrimonio

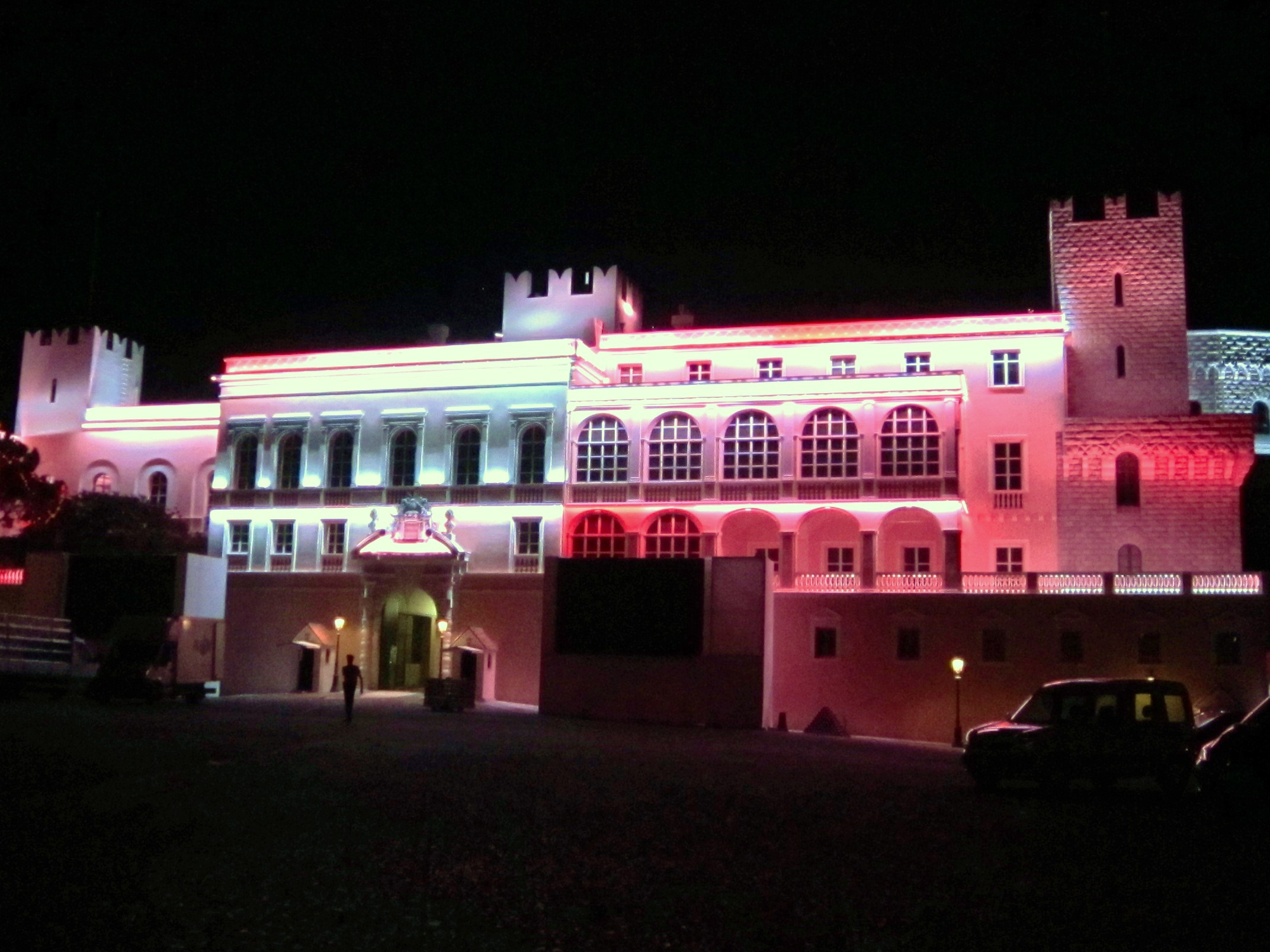
Il Palazzo dei Principi di Monaco illuminato coi colori del principato in occasione del matrimonio del sovrano

### Cerimonie

#### Matrimonio civile
I festeggiamenti iniziarono la sera del 30 giugno 2011 con un concerto allo Stade Louis II della rock band americana Eagles. Al concerto presero parte 15.000 monegaschi e la coppia stessa.
La cerimonia civile ebbe luogo venerdì 1º luglio 2011, nella Sala del Trono del Palazzo dei Principi di Monaco. La cerimonia venne condotta da Philippe Narmino, Presidente del Consiglio di Stato. Dopo la conferma di Narmino, la coppia firmò il registro con una particolare penna creata per l'occasione dall'azienda Montblanc in oro e pietre preziose, adorna del monogramma degli sposi. Dopo la cerimonia civile, la Wittstock ricevette il titolo formale di "Sua Altezza Serenissima la Principessa di Monaco". La cerimonia civile durò in tutto 20 minuti e con la presenza delle sorelle di Alberto,le principesse Carolina e Stefania. Dopo la cerimonia, gli sposi apparvero al balcone del Salon des Glaces per salutare la folla dei presenti. La coppia venne raggiunta poco dopo dalle principesse di Monaco e dai loro figli, nonché dai genitori e dai fratelli di Charlène.
Nella piazza del palazzo venne allestito un apposito bouffet da chefs del Sudafrica e di Monaco, capeggiati dallo chef multistellato Alain Ducasse. Si tenne alle 22:00 un concerto liberamente accessibile del musicista francese Jean-Michel Jarre e della sua band, presso Port Hercules, con la presenza di 100.000 persone, a cui seguirono poi dei fuochi d'artificio.

#### Matrimonio religioso
La cerimonia religiosa si svolse il giorno successivo nel cortile del palazzo. A differenza del matrimonio tra il principe Ranieri III e la principessa Grace, la cerimonia religiosa non si tenne nella cattedrale. La cerimonia venne presieduta dall'arcivescovo di Monaco, Bernard Barsi. 3500 spettatori poterono seguire la cerimonia dalla piazza del palazzo su maxischermi appositamente installati, mentre altri schermi vennero disposti in altre aree del principato. Parte della cerimonia si tenne in afrikaans, una lingua di origine olandese, parlata nel paese d'origine di Charlène, il Sudafrica. Dopo la cerimonia, lo sposo e la sposa si portarono a bordo di una Landaulet convertita ibrida alla Chiesa di Santa Devota, dove la principessa lasciò in omaggio il proprio bouquet a Santa Devota, santa patrona di Monaco, secondo la tradizione monegasca.
La cena d'onore si tenne sul terrazzo dell'Opéra de Monte-Carlo, concludendosi con fuochi d'artificio e con l'apertura della stagione del balletto al teatro. La Monte-Carlo Philharmonic Orchestra ed il coro dell'Opéra eseguirono sotto la direzione di Lawrence Foster. Tra gli altri musicisti di peso intervenuti si ricordano Andrea Bocelli, Renée Fleming, Pumeza Matshikiza accompagnati dal chitarrista francese Eric Sempe e dal percussionista Patrick Mendez, oltre ai cantanti Juan Diego Flórez, Lisa Larsson, Wiebke Lehmkuhl, Kenneth Tarvere Alexander Vinogradov.

### L'abito da sposa
La principessa Charlène indossava una giacca in seta blu con pantaloni coordinati creati da Chanel per la cerimonia civile. Il suo vestito da sposa venne invece disegnato da Giorgio Armani. Gli orecchini di diamanti della sposa per la cerimonia civile vennero creati da Tabbah, mentre per la cerimonia religiosa la principessa indossò la parure "Infinite Cascade" disegnata sempre da Nagib Tabbah, commissionata e realizzata in oro rosa 18k con 1237 diamanti e 6 perle.
Le damigelle d'onore della sposa vennero vestite con gli abiti tradizionali di Monaco. Gli abiti vennero disegnati personalmente dalla principessa Carolina di Monaco e da Jean-Christophe Maillot, direttore di Les Ballets de Monte Carlo. Il tocco personalizzato negli abiti si vide nelle calze di seta che riportavano ricamati i monogrammi della coppia. Ciascun abito richiese oltre 120 ore di lavoro per essere creato. Ogni damigella indossava un crocifisso d'oro appositamente donato dal principe Alberto, sostenuto al collo con un nastro di velluto nero.

### La festa per il matrimonio
Christopher Levine, cugino dello sposo, figlio di Elizabeth Anne Kelly, sorella della principessa Grace, fu testimone di nozze, mentre Donatella Knecht de Massy, moglie del primo cugino dello sposo, venne nominata damigella d'onore.

## Gli invitati
La lista degli invitati alla cerimonia comprendeva personalità regnanti e non, altri capi di stato e governatori, ambasciatori a Monaco provenienti da vari paesi, uomini d'affari, personaggi dello spettacolo, designers di moda, modelli e persone del mondo dello sport.
Quello che segue è un elenco dei principali invitati alla cerimonia religiosa:

### Famiglia Grimaldi
- Caroline di Monaco ed il principe Ernesto Augusto di Hannover, sorella maggiore dello sposo
  - Andrea Casiraghi, nipote dello sposo
  - Charlotte Casiraghi, nipote dello sposo
  - Pierre Casiraghi, nipote dello sposo
  - Alexandra di Hannover, nipote dello sposo
- Stefania di Monaco, sorella minore dello sposo
  - Louis Ducruet, nipote dello sposo
  - Pauline Ducruet, nipote dello sposo
  - Camille Gottlieb, nipote dello sposo
- Christian Louis, barone di Massy e la baronessa Cécile de Massy, primo cugino dello sposo e moglie
  - Jonkvrouw Leticia de Massy de Brouwer, cugina dello sposo[37]
    - Jonkheer Thomas de Brouwer, marito di Leticia[37]

  - Brice Souleyman Gelabale-de Massy, cugino dello sposo
  - Antoine de Massy, cugino dello sposo
- Baronessa Elisabeth-Anne de Massy, cugina dello sposo
  - Barone Jean-Léonard Taubert-Natta de Massy
    - Baronessa Susanna Taubert-Natta de Massy

  - Mélanie-Antoinette Costello de Massy
  - Keith Sébastien de Massy e Donatella Knecht de Massy
    - Christine Knecht de Massy
    - Alexia Knecht de Massy
    - Vittoria Knecht de Massy

### Famiglia Wittstock
- Michael Wittstock e Lynette Wittstock, genitori della sposa
  - Gareth Wittstock, fratello minore della sposa
  - Sean Wittstock, fratello minore della sposa

### Reali stranieri
- Re Carlo XVI Gustavo di Svezia e la moglie
  - Vittoria di Svezia, principessa ereditaria di Svezia, ed il marito
  - Carlo Filippo, duca di Värmland
  - Maddalena, duchessa di Hälsingland e Gästrikland
- Re Alberto II del Belgio e la moglie
  - Filippo, duca di Brabante e la moglie
  - Astrid del Belgio, arciduchessa d'Austria-Este, e l'arciduca Lorenzo d'Austria-Este
  - Lorenzo del Belgio e la moglie
- Re Letsie III del Lesotho
- Granduca Enrico di Lussemburgo e la moglie
  - Guglielmo, granduca ereditario del Lussemburgo
- Re Leruo Molotlegi di Bafokeng[38]
- Federico, principe ereditario di Danimarca e la moglie (in rappresentanza di Margherita II di Danimarca)
- Gioacchino di Danimarca e la moglie
- Guglielmo Alessandro, principe d'Orange e la moglie (in rappresentanza di Beatrice dei Paesi Bassi)
- Haakon, principe ereditario di Norvegia e la moglie (in rappresentanza di Harald V di Norvegia)
- Alois, principe ereditario del Liechtenstein e la moglie (in rappresentanza del principe Hans-Adam II del Liechtenstein)
- Salman bin Hamad bin Isa Al Khalifa, principe ereditario del Bahrain (in rappresentanza di re Hamad bin Isa Al Khalifa)
- Edoardo, conte di Wessex e la moglie (in rappresentanza di Elisabetta II del Regno Unito)
- Michael di Kent e la moglie[39][40]
- Faisal bin Al Hussein, principe ereditario di Giordania, e Sara Faisal di Giordania (in rappresentanza di re Abdullah II di Giordania)
- Lalla Meryem del Morocco, principessa (in rappresentanza di re Mohammed VI del Marocco)
  - Sharifa Lalla Soukaïna Filali[41]
- Sirivannavari Nariratana, principessa di Thailandia (in rappresentanza di re Bhumibol Adulyadej)

### Membri di famiglie reali non regnanti
- Imperatrice Farah dell'Iran
- Marija Vladimirovna Romanova, granduchessa di Russia
  - George Mikhailovich Romanov, granduca
- Giorgio Federico di Prussia, principe di Prussia e la moglie[42]
- Alessandro, principe ereditario di Jugoslavia e la moglie
- Vittorio Emanuele di Savoia, principe di Napoli, e la moglie
  - Emanuele Filiberto di Savoia, principe ereditario e la moglie
- Margherita, principessa ereditaria di Romania e il marito
- Luigi Alfonso di Borbone-Dampierre, duca d'Angiò, e la moglie
- Enrico d'Orléans, conte di Parigi
- Duarte Pio di Braganza e la moglie
- Carlo di Borbone-Due Sicilie e la moglie
- Massimiliano di Baden, margravio di Baden, e la moglie
  - Bernardo, principe ereditario di Baden
- Maurizio d'Assia, langravio d'Assia
- Aga Khan IV
- Leopoldo di Baviera e la moglie
- Cristiano di Hannover, principe di Hannover
- Virginia von Fürstenberg
- Donna Beatrice Borromeo

### Personalità di governo e diplomatici
- George Abela (Presidente di Malta)
- Maria Luisa Berti e Filippo Tamagnini (Capitani Reggenti di San Marino)
- Ólafur Ragnar Grímsson (Presidente dell'Islanda)
- Mary McAleese (Presidente dell'Irlanda)
- Nicolas Sarkozy (Presidente di Francia)
- Pál Schmitt (Presidente d'Ungheria)
- Michel Suleiman (Presidente del Libano)
- Christian Wulff (Presidente della Germania)
- Jose Manuel Barroso (Presidente della Commissione Europea)
- Marthinus Van Schalkwyk (Ministro del Turismo del Sudafrica)
- Jeff Radebe (Ministro della Giustizia e dello Sviluppo Costituzionale del Sudafrica)
- Angelino Alfano (Ministro della Giustizia dell'Italia)[43]
- Karlheinz Töchterle (Ministro per la Scienza e la Ricerca dell'Austria)
- Salma Ahmed (Ambasciatore del Kenya a Monaco e Francia)
- Constantin Chalastanis (Ambasciatore della Grecia a Monaco e Francia)
- Mirko Galic (Ambasciatore della Croazia  a Monaco e Francia)
- Kornelios Korneliou (Ambasciatore di Cipro a Monaco e Francia)
- Ulrich Lehner (Ambasciatore della Svizzera a Monaco e Francia)
- Marc Lortie (Ambasciatore del Canada a Monaco e Francia)
- Lejeune Mbella Mbella (Ambasciatore del Camerun a Monaco e Francia)
- Tomasz Orlowski (Ambasciatore della Polonia a Monaco e Francia)
- Charles Rivkin (Ambasciatore degli Stati Uniti a Monaco e Francia)
- Missoum Sbih (Ambasciatore dell'Algeria a Monaco e Francia)
- Veronika Stabej (Ambasciatore della Slovenia a Monaco e Francia)
- Viraphand Vacharathit (Ambasciatore della Thailandia a Monaco e Francia)

### Personalità del mondo dello sport
- Gerhard Berger (ex corridore di Formula One)
- Jonas Björkman (ex tennista professionista World Number 4)
- Sergey Bubka (ex giocatore di polo)
- Nadia Comăneci[34] (ginnasta)
- Charmaine Crooks (atleta)
- Robert Ctvrtlik (pallavolista)
- Sophie Edington (nuotatore)
- Patrice Evra (calciatore)
- Mark Foster (nuotatore)
- Frankie Fredericks (atleta)
- Graham Hill (ex nuotatore ed allenatore)
- Jacky Ickx (pilota d'auto) e Khadja Nin[42]
- Branislav Ivkovic (allenatore di nuoto, che allenò Charlene Wittstock alle olimpiadi di Pechino del 2008)
- Byron Kelleher (rugbista)
- Henri Leconte (ex tennista professionista)
- Axel Lund Svindal (sciatore)
- Julia Mancuso (sciatrice)
- Ian McIntosh (allenatore di rugby)
- Elana Meyer (ex maratoneta)
- Ilie Năstase (ex tennista professionista)
- Ryk Neethling (nuotatore)[44]
- Terence Parkin (nuotatore)
- François Pienaar (ex rugbista)
- Nicola Pietrangeli (ex tennista)
- Sarah Poewe (nuotatore)
- Wayne Riddin (allenatore ed ex nuotatore)
- Jacques Rogge (presidente del Comitato Olimpico Internazionale)
- Roland Schoeman (nuotatore)
- Sir Jackie Stewart (ex pilota e proprietario di squadra)
- Jean Todt (presidente della FIA) e Michelle Yeoh
- Franziska van Almsick (nuotatore)
- Pernilla Wiberg (sciatrice e membro del Comitato Olimpico Internazionale)

### Personalità del mondo della moda
- Giorgio Armani[34]
- Roberta Armani
- Terrence Bray
- Naomi Campbell[34]
- Roberto Cavalli[34]
- Inès de La Fressange
- Sébastien Jondeau
- Karolína Kurková[34]
- Tereza Maxová
- Karl Lagerfeld[34]

### Celebrità e altri
- Bernard Arnault e Hélène Mercier-Arnault
- Dame Shirley Bassey[44]
- Andrea Bocelli (tenore)
- Bernadette Chirac (ex First Lady di Francia)
- Bernice Coppieters (ballerina e membro de Les Ballets de Monte Carlo)
- Donna D'Cruz (DJ e modella)
- Renée Fleming[34]
- Francisco Flores Pérez (Presidente di El Salvador dal 1999 al 2004)
- Juan Diego Flórez (tenore)
- Jean-Christophe Maillot (ballerino e coreografo)
- Jean-Michel Jarre (musicista)
- Pumeza Matshikiza (soprano lirica)
- Sir Roger Moore[34] e Lady Moore
- Guy Laliberté (imprenditore e filantropo canadese, amministratore del Cirque du Soleil)
- Yves Piaget (orologiaio svizzero e presidente della Piaget SA)
- Eric Peugeot (ingegnere di marketing francese)
- Bertrand Piccard
- Johann Rupert (uomo d'affari sudafricano e consigliere di Richemont, VenFin e Remgro)
- Eric Sempe (chitarrista francese)
- Sonu Shivdasani (Fondatore ed ex CEO del gruppo Six Senses)
- Victoria Silvstedt (modella, attrice, cantante e personaggio televisivo)
- Sir Michael Smurfit
- Umberto Tozzi (cantante e compositore pop/rock)

## La luna di miele
La luna di miele degli sposi iniziò dopo il meeting del Comitato Olimpico Internazionale tenutosi a Durban il 9 luglio 2011, dove la coppia rimase nella suite presidenziale (4600 sterline a notte) dell'The Oyster Box, hotel a cinque stelle di Umhlanga. Dopo il meeting, la coppia si portò in Mozambico.